# Joshua Buatsi
Joshua Buatsi, född den 14 mars 1993 i Accra i Ghana, är en brittisk boxare.
Han tog OS-brons i lätt tungvikt i samband med de olympiska boxningstävlingarna 2016 i Rio de Janeiro..